# Toyoshima Machiko
Toyoshima Machiko (豊嶋 真千子 sinh ngày 28 tháng 12, 1971 ở Toride, Ibaraki, Nhật Bản) là một nữ diễn viên lồng tiếng người Nhật Bản đang làm việc tại Aoni Production.

## Phim tham gia
- Gitaroo Man vai Pico và Kirah
- Rikujō Bōetai Mao-chan vai Uehara Emi và Akvaiaka Shoko
- Growlanser & Growlanser II: The Sense of Justice vai Misha
- Konjiki no Gvaih Bell!! vai Hibiki Shion
- One Piece vai Kuina
- Sailor Moon SuperS vai PallaPalla
- Saint Seiya Hades Chapter vai Phoenix Ikki lúc nhỏ
- Sentimental Graffiti vai Sugihara Manami
- Weiß Kreuz Glühen vai Asami-sensei
- Ningyo Shirīzu vai Toukichi
- Cyborg 009 vai Francois Alnul/Cyborg 003
- World Trigger (2014) vai Mikami Kaho